# ビアンカ・オーバースタディ
『ビアンカ・オーバースタディ』は、筒井康隆による日本のライトノベル。2008年8月発売の講談社の文芸誌『ファウスト』Vol.7で発表された。単行本は星海社FICTIONSから2012年8月に刊行され、星海社のウェブサイト最前線では第一章とあとがきが無料公開された。のち、2016年5月に角川文庫で刊行された。作者である筒井はあとがきの中で、通常のラノベとして読むだけでなくメタ的な読み方もできると述べている。
筒井は『ビアンカ・オーバースタディ』のあとがきにて、高齢を理由に続編執筆が出来ないことから誰か代わりに書いてほしいと述べており。この記述に影響を受けた筒城灯士郎は、筒井に許可を得ずに本作の続編『ビアンカ・オーバーステップ―神の世界に月はない―』を執筆し、第18回星海社FICTIONS新人賞に応募。選考担当の編集者陣による座談会で「今回の大本命」と評され、選考の結果受賞が決定したものの「筒井本人の許可が得られなければ出版しない」こととなった。その後筒井が許可を出したことで、正式な続編
『ビアンカ・オーバーステップ』として2017年3月に刊行され、筒城のデビュー作となった。

## 登場人物
ビアンカ北町（きたまち）
本作の主人公兼ヒロイン。高校2年生のハーフの美少女。生物研究部で生殖の研究をしている。
塩崎哲也（しおざきてつや）
1年生の美少年。ビアンカを崇拝し、彼女の要求に応じて精子を提供した。
千原信忠（ちはらのぶただ）
生物研究部の3年生。未来人であることが明らかになる。
沼田耀子（ぬまたようこ）
2年生。ビアンカと双璧をなす美少女だが、暴走族と繋がりがあるという噂から敬遠されている。塩崎を溺愛している。
ロッサ北町（きたまち）
ビアンカの妹。中学生の美少女。『ビアンカ・オーバーステップ』では主人公となる。

## 評価
4Gamer.netの柿崎憲とエキサイトのたまごまごはいずれも、「帯には「それは2010年代の『時をかける少女』」とあるが、さわやかなラベンダーの匂いではなく栗の花の匂いがする」と評した。
柿崎は、どこか既視感のあるキャラクターや設定を取り入れつつもそれを逸脱させて、他では目にできない作品に仕上げるという、パロディを多用する筒井ならではの技が光りつつも、終盤では未来の視点から現代文明や社会情勢への批判を込めるという、通常のライトノベルらしいオチにしていると評した。
たまごまごは、作品全体の視野の広さやキャラクターついても評価しており、たとえば塩崎はビアンカとともに行動しているため、努力を重ねて変化するヘタレ系主人公に見えてそうではないキャラクターになっており、たまごまごはライトノベル風にした、ライトノベルの読者の隠喩ではないかとみている。
また、ロッサはかわいらしい女子中学生であること以外の情報が意図的に描かれておらず、さらわれる場面があっても、眠ったまま服を着させられ、さらった者はそれを眺めながら自慰をするという内容になっており、毒気と棘を抜き二次元化させた美少女像の隠喩ではないかとたまごまごはみている。

## 既刊一覧
- 筒井康隆（著） / いとうのいぢ（イラスト） 『ビアンカ・オーバースタディ』 星海社〈星海社FICTIONS〉、2012年8月17日発売[10]、ISBN 978-4-06-138837-6
  - 角川文庫版：2016年5月25日発売[11]、ISBN 978-4-04-103718-8
- 筒城灯士郎（著） / いとうのいぢ（イラスト） 『ビアンカ・オーバーステップ』 星海社〈星海社FICTIONS〉、全2巻
  - 「上」2017年3月15日発売[12]、ISBN 978-4-06-139964-8
  - 「下」2017年3月15日発売[13]、ISBN 978-4-06-139965-5